# Маркин, Михаил Иванович
Михаил Иванович Ма́ркин (22 сентября [5 октября] 1913, Москва — 8 ноября 1984, Москва) — советский моряк, старшина-радист Балтийского и Тихоокеанского флота (1935—1945), начальник радиомаяка «Ахматен». После войны — учитель физкультуры и спортивный тренер Крылья Советов (стадион, Москва).

## Биография

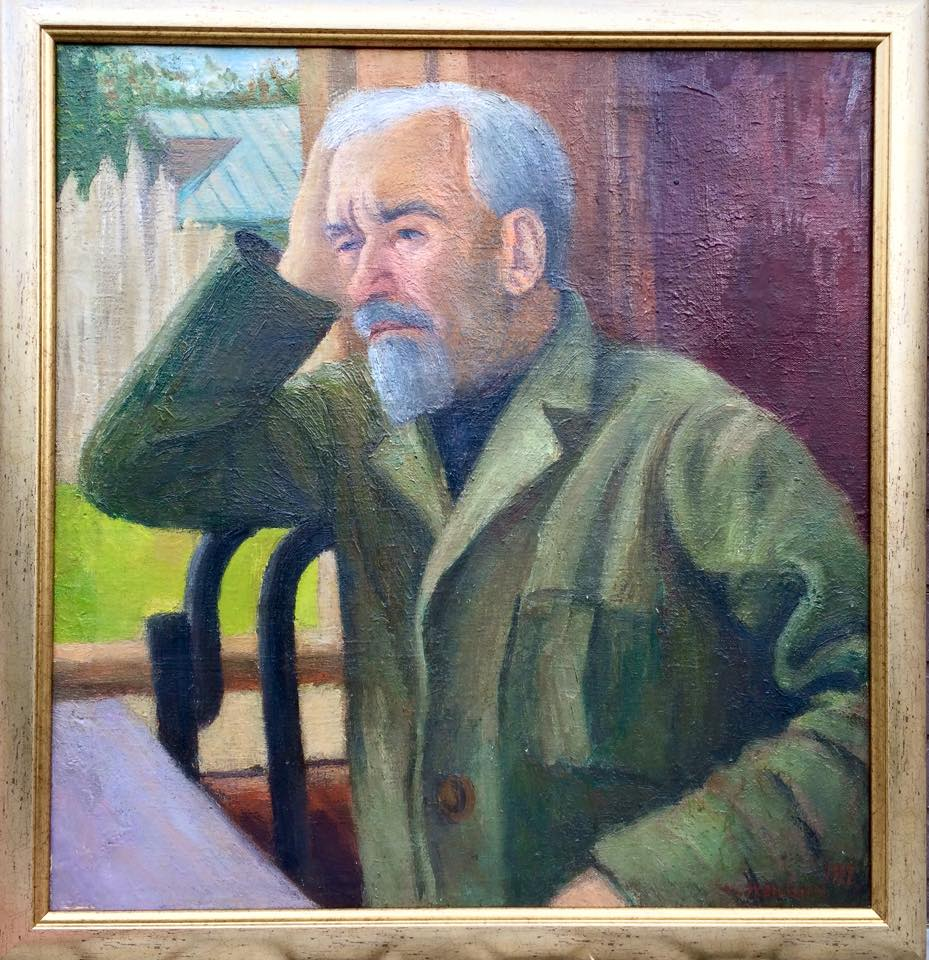
Отец М. И. Маркина, картина Сергея Маркина

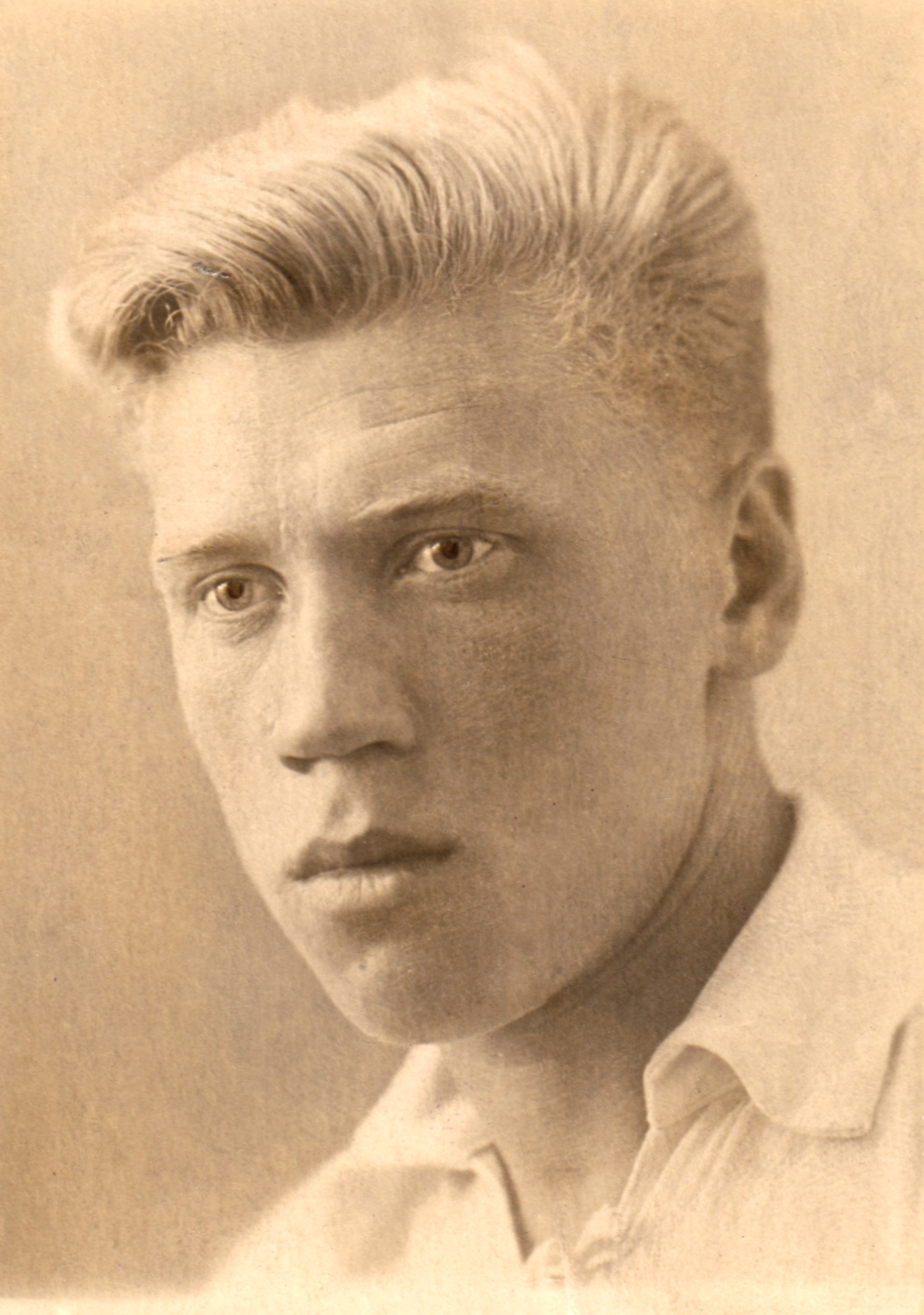
Михаил Иванович Маркин

Родился 22 сентября (5 октября) 1913 года в сельце Городище, Бронницкий район (Московская область), в семье Ивана Петровича (1878—1933) и Веры Сергеевны (1884—1968, в дев. Никольская) Маркиных.
Детство провёл в Москве (район Благуша). Отец работал агентом по снабжению на Мельнично-макаронной фабрике № 1, МСХ Моссельпрома (бывшее «Товарищество Динг»), мать работала в Поликлинике имени X-летия Октября.
У Михаила было четыре брата: Сергей (1903—1942), Николай (1907—1978), Пётр (1915—1937), Александр (1920—1997) и сестра Татьяна (1905—2000) — жена профессора В. С. Молодцова.

### Образование
В 1923—1930 годах учился в «ФЗС БОНО» (фабрично-заводская семилетка, педстанция БОНО). Во время учёбы проводил учёт неграмотных в Благуши, был член учкома, председатель класскома и староста.
В 1932 году окончил двухгодичные курсы теоретического и производственного обучения в школе ФЗУ Электрозавода, был дважды премирован за общественную работу.
В 1948—1949 годах учился в Московском Городском педагогическом училище физического воспитания, которое закончил экстерном по специальности физическая культура.
В 1952—1957 годах учился на вечернем отделении Государственного Центрального ордена Ленина института физкультуры имени И. В. Сталина по специальности физическое воспитание, анатомия и физиология человека.

### Служба в ВМФ
Военную службу начал 15 сентября 1935 года в Военно-морском флоте на Балтийском флоте. Обучался в Электо-Минной школе имени А. С. Попова в городе Кронштадт, окончил курс отделенного командира радистов (1 сентября 1936 года). Служил старшиной группы радистов бригады подводных лодок. В Кронштате познакомился со своей будущей супругой — Валентиной Матвеевной (1918—1993). 15 октября 1937 года был уволен в запас.
Во флоте его фамилию часто сравнивали с известным организатором Волжской флотилии — Маркин, Николай Григорьевич.
15 ноября 1940 года был вновь призван по мобилизации Сталинским РВК города Москвы, участвовал в войне с Финляндией.
Во время войны с Германией служил на Балтийском море — Бригада морских охотников.
Во время войны с Японией служил на Тихоокеанском флоте (Петропавловская область, Курильские острова). Старшина радиотелеграфист Гидро-отдела Тихоокеанского флота, участвовал в морском десанте. Его корабль был разбомблен, несколько дней провёл в воде держась за плавающие предметы, был спасён проходящим советским кораблём.
Руководил монтажом и был начальником радиомаяка «Ахматен» (Бухта Ахматен).
Служил на радиомаяке «Сероглазка» гидрографический район Петропавловская ВМБ.
В августе 1945 года, во время Курильской десантной операции, под командованием Капитана 1 ранга Д. Г. Пономарёва, принимал участие в штурме островов Сюмусю и Парамушир из северной группы Курильских островов, за что ему была «объявлена благодарность». Имел воинское звание Старшина первой статьи.
В декабрьском номере журнала «Огонёк» (1947) были опубликованы его фото и рассказ о нём:

«Зимой сорокового года Маркин в цепи краснофлотского лыжного десанта штурмовал финский броненосец, вмёрзший в льды залива, прорываясь вперёд через заградительный огонь тяжёлой корабельной артиллерии. Осенью сорок первого года он защищал Ленинград, а затем оказался на другом краю нашей земли — на Тихом океане. Старшина-радист Маркин снова в десанте — высаживался на Курильские острова под огнём врагов, и закончил свой военный путь в Порт-Артуре».
7 сентября 1945 года уволен в запас (специальность — радиотелеграфист надводных кораблей).

### Спортивная и педагогическая карьера
Занимался спортом и организацией физкультурного движения, значкист высших ступеней ГТО 1930-х годов.
В 1933—1935 годах — учитель физкультуры в московской школе № 425 Сталинского района. После войны вернулся на работу в ту же школу.
В 1947 году вместе с Вольновым[уточнить] руководил спортсменами «Сталинского района» на параде физкультурников на Красной площади, они вручали цветы Сталину от района.
Вёл легкоатлетические секции на стадионе «Крылья Советов».
Был инструктором по водному туризму в городском доме пионеров (Переулок Стопани), проводил практику на воде (Северный речной вокзал). Вместе ходили в летние походы на многовёсельных шлюпках от Москвы до Ярославля.
Тренировал команды баскетболистов Первомайского района, которые занимали призовые места на первенстве Москвы.
В 1960-е годы выезжал в Швецию в составе спортивной делегации.
Был судьёй на многих спортивных соревнованиях.
В 1975—1983 годах работал врачом-методистом в военном госпитале восстановительной физкультуры.
Скончался 8 ноября 1984 года в Москве. Похоронен на Николо-Архангельском кладбище.

## Семья
Жена — Валентина Матвеевна (1918—1993).
Дети:
- Валерий (17 мая 1940 — 14 января 2007) — спортсмен-боксёр.
- Евгений (28 августа 1941 — 8 сентября 1988), окончил Московский авиационный моторостроительный техникум (1966) — начальник цеха на заводе «Салют».
- Ирина (род. 19 мая 1946), закончила МВТУ им. Н.Э. Баумана (1970) — инженер-механик.

## Награды

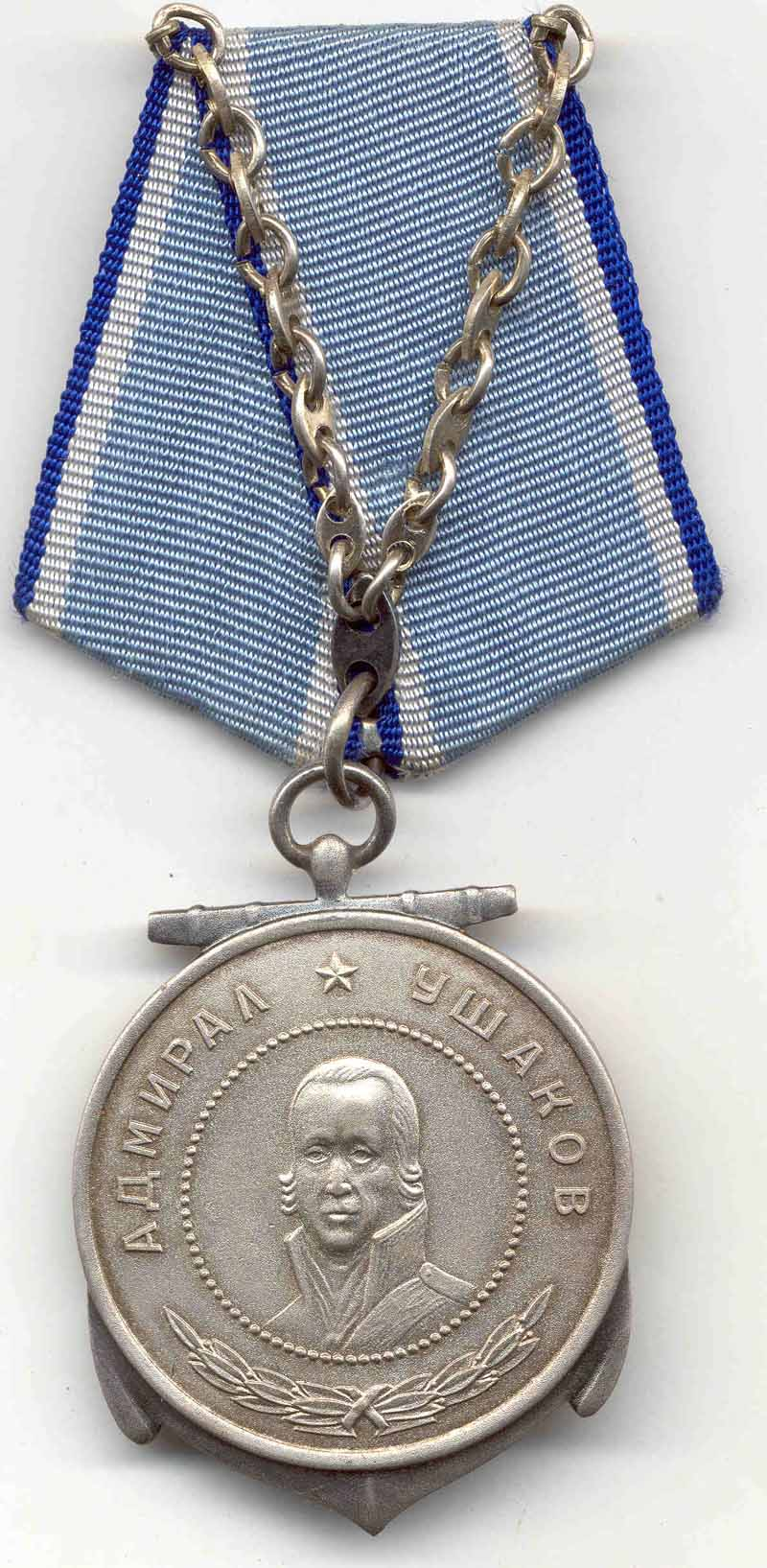
Медаль Ушакова (СССР)

- 1945 — Медаль Ушакова (1 февраля 1945, № 10769), в Наградном листе ручкой зачёркнуто «Орден Отечественной войны I степени»):

«проявил мужество и смелость при высадке в первом броске десанта. Под сильным огнём противника смело и энергично руководил доставкой на берег навигационного имущества, чем обеспечил установку ориентирных огней на берегу.
Совместно с морской пехотой участвовал в бою при взятии маяка Симусо-То, где проявил исключительное мужество и смелость. В период отсутствия радиосвязи с кораблями десанта, установил связь электрофонарём с ЗМ „ОХОТСК“ и произвёл корректировку его артиллерийского огня. В последующие дни несмотря на наличие японских смертников ежедневно ходил на маяк для проверки его работы. Принимал непосредственное участие в восстановлении и оборудовании средств навигационного ограждения Второго Курильского пролива.
Достоен награждения орденом „ОТЕЧЕСТВЕННОЙ ВОЙНЫ 1-й СТЕПЕНИ“
Начальник гидрографического района ПВМБ ТОФ

Капитан-Лейтенант БОРИН. 19 сентября 1945 г.»
- 1945 — Письменная благодарность за овладение островами Сюмусю и Пурамушир (Курильские острова), приказ Верховного Главнокомандующего Генералиссимуса СССР т. Сталина от 23 августа 1945 года № 372.
- 1946 — Медаль «За победу над Японией» (17 августа 1946, № 287382).
- 1979 — Удостоверение Участнику войны.
- Медаль «Ветеран труда»

## Членство в организациях
- Член ВКП(б) с июля 1940.

## Адреса
Адреса связанные с М. И. Маркиным в Москве:
- Измайловское шоссе, дом 11 (снесён).
- Вельяминовская улица